# Takehara
Takehara (jap. 竹原市 Takehara-shi) – miasto w Japonii w prefekturze Hiroszima. Leży na wyspie Honsiu w regionie Chūgoku, nad zatoką Hiroshima (Hiroshima-wan).

## Położenie
Miasto leży w południowej części prefektury nad Morzem Wewnętrznym i graniczy z miastami:
- Higashi-Hiroshima
- Mihara

## Historia
Miasto otrzymało prawa miejskie 3 listopada 1958 roku.

## Miasta partnerskie
- Korea Południowa: Damyang